# Fréginat
Le fréginat (« fricassée » en français) est un plat traditionnel, typique des villages du massif des Corbières. Il était traditionnellement réalisé avec du sanglier ou lors de la « tuade du cochon », mais de nos jours, le porc est privilégié, au détriment du sanglier qui est devenu une viande de jour de fête.

## Historique
C'est un mets essentiellement rural. À la campagne, le cochon était traditionnellement la base de l’alimentation audoise. Le jour de sa tuade, la festa del porc réunissait parents et amis, et le « fréginat constituait traditionnellement un moment fort du repas servi à cette occasion ». Il était préparé avec de l’oignon et de l’ail et s'accompagnait de haricots blancs.

## Ingrédients
Chacun, comme bien souvent, a le sentiment de détenir « la » recette. Néanmoins, la base reste :
- des morceaux de porc (le plus souvent, échine et collier) ;
- du coulis de tomate ;
- de la graisse de canard ;
- oignons et échalotes ;
- le tout parfumé aux herbes de garrigue (laurier noble et thym, et parfois du romarin).

## Accompagnement
Le fréginat se mange avec des haricots blancs préparés. Les haricots peuvent être des lingots de Castelnaudary, du coco de Pamiers ou le haricot tarbais, préparés au laurier et au thym et à la graisse de canard.

## Accord mets/vins
Ce mets appelle un vin rouge aromatique tel que l'appellation corbières.